# Costa Adeje
Costa Adeje est une station balnéaire de la commune d'Adeje sur l'île de Tenerife, dans l'archipel espagnol des Canaries.

## Situation
La station fait partie de la commune d'Adeje. Elle se trouve au nord de Playa de las Américas. Elle forme avec cette dernière et Los Cristianos le principal pôle touristique de Tenerife qui est une conurbation côtière de plus de 10 kilomètres.

## Description
En plus de posséder un port, le Puerto Colón, Costa Adeje compte plusieurs plages. Du nord au sud, on trouve successivement :
- Playa del Duque
- Playa de Fañabe
- Playa Torviscas
- Playa Puerto Colón
- Playa del Bobo
- Playa de Las Cuevitas
- Playa de Troya

Le barranco de la Troya marque la limite entre Costa Adeje et Playa de Las Americas.

## Galerie

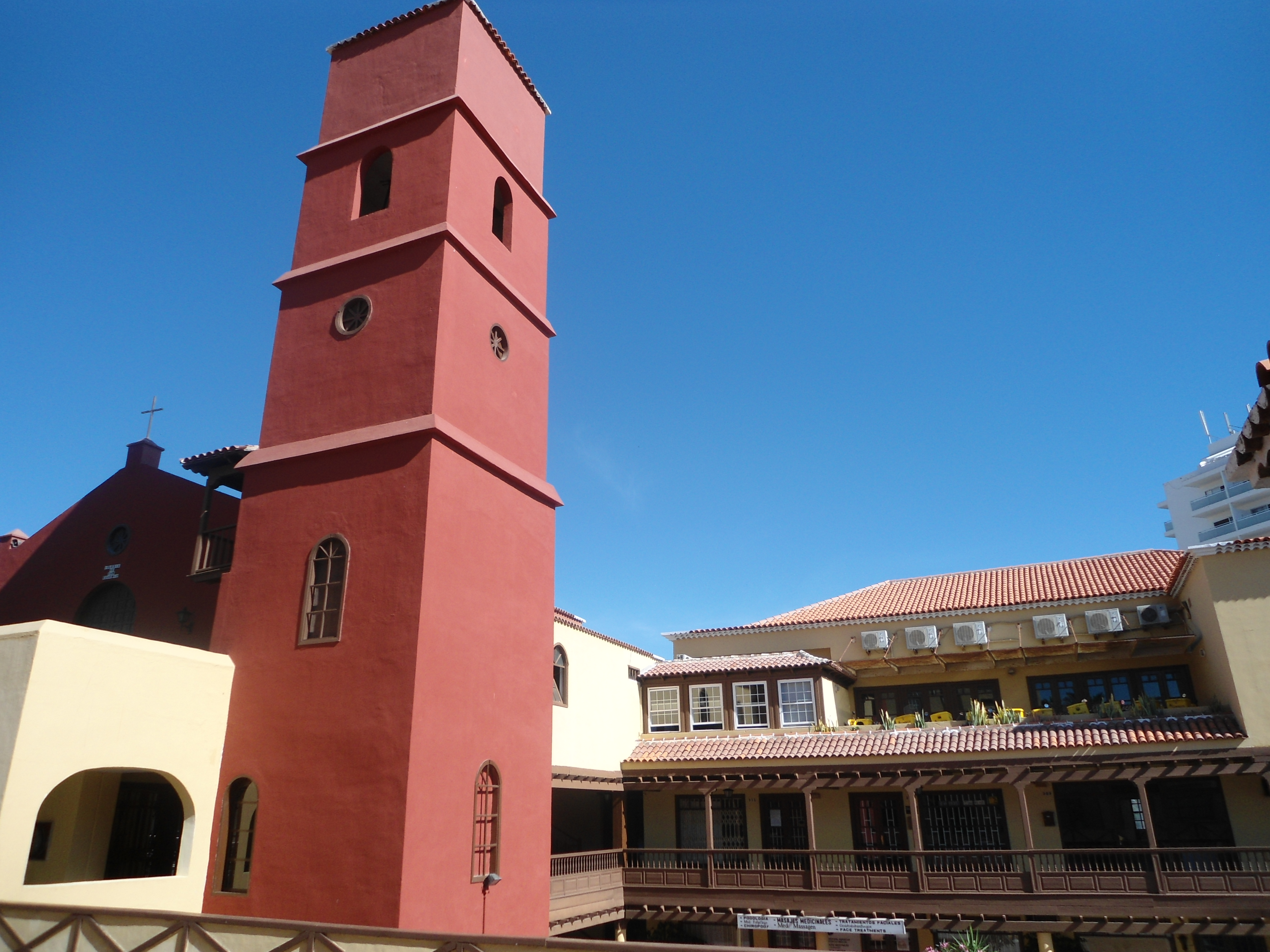
Église San Eugenio à Costa Adeje.
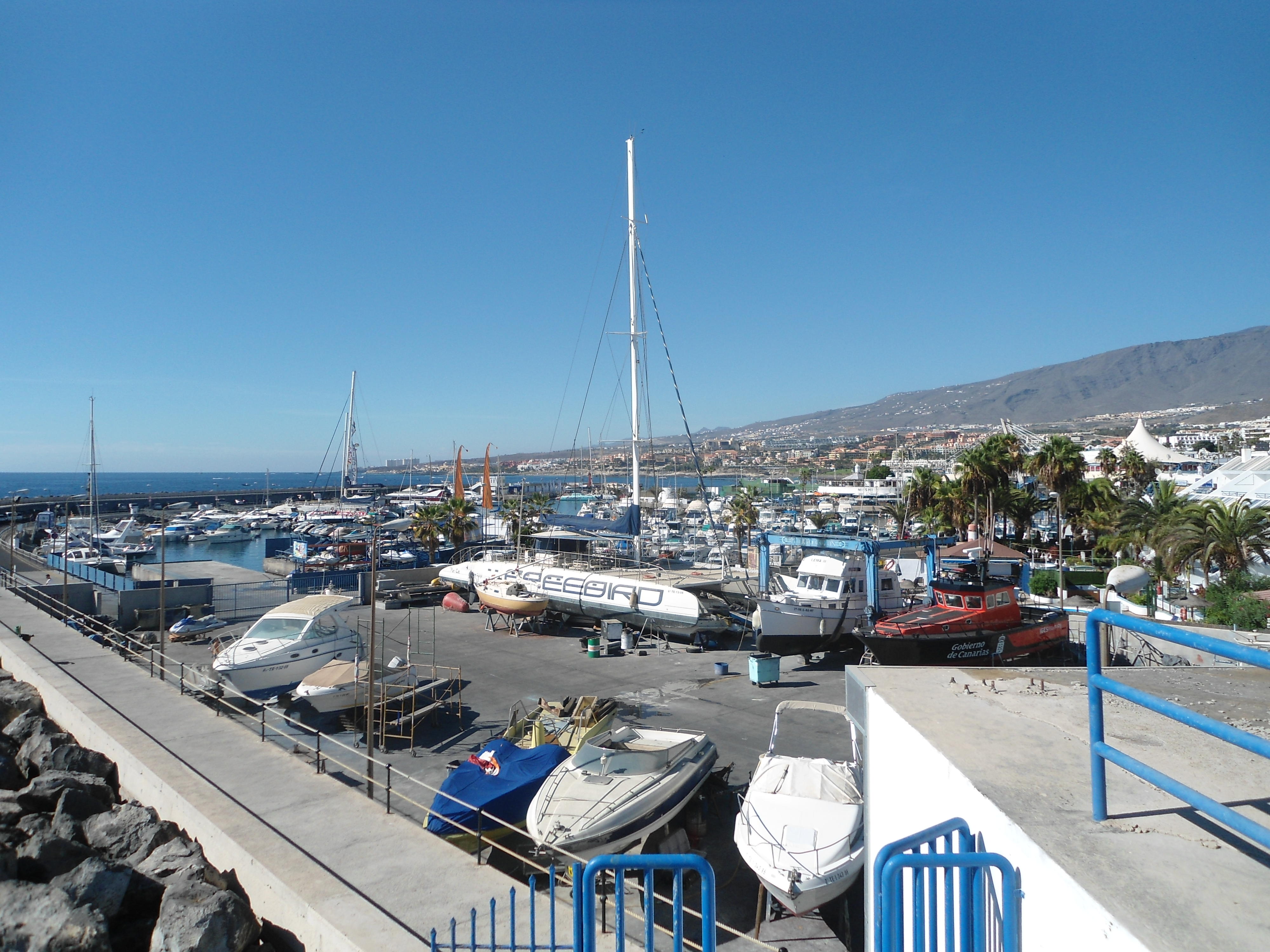
Puerto Colón à Costa Adeje.

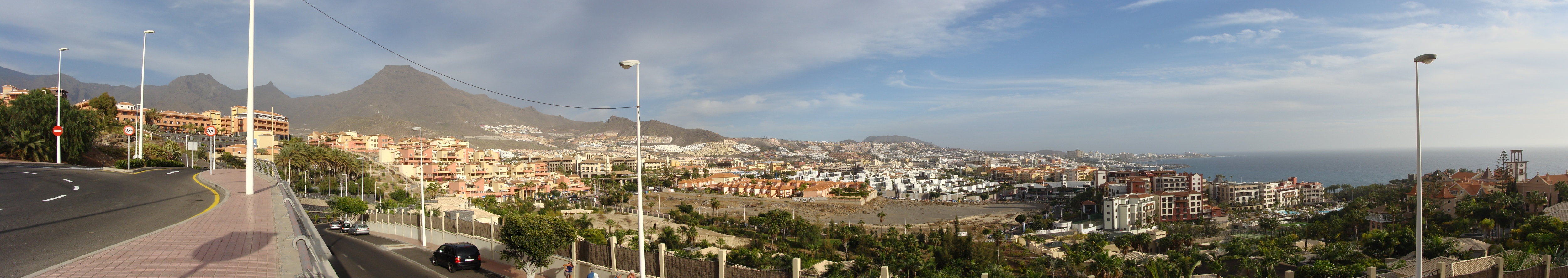
Costa Adeje